# 볼링
볼링(영어: bowling, 문화어: 보링)은 공을 굴려 핀이나 다른 목표물을 쓰러뜨리는 스포츠이다. 전자를 핀 볼링, 후자를 타겟 볼링이라고 한다. 일반적으로 매끄러운 나무, 혹은 합성 재질로 된 바닥에 공을 굴려 핀을 맞추는 방식이다. 야외에서 하는 경우 잔디밭에 공을 굴리기도 한다. 대표적인 핀 종류로 10핀 볼링(영어: ten-pin bowling), 9핀 볼링, 5핀 볼링, 캔들핀 볼링, 덕핀 볼링 등이 있다. 볼링화를 신고 하는데, 이는 나라마다 규격이 다르다.
88 서울 올림픽에서 시범 경기 종목으로 채택되었고, 아시안 게임의 정식 종목 중의 하나였다. 그러나 현재는 올림픽과 아시안게임의 정식 종목에서 제외되었다. 현재는 90개국 이상에서 9,500만 명 이상의 사람이 볼링을 즐긴다.

## 역사

### 세계

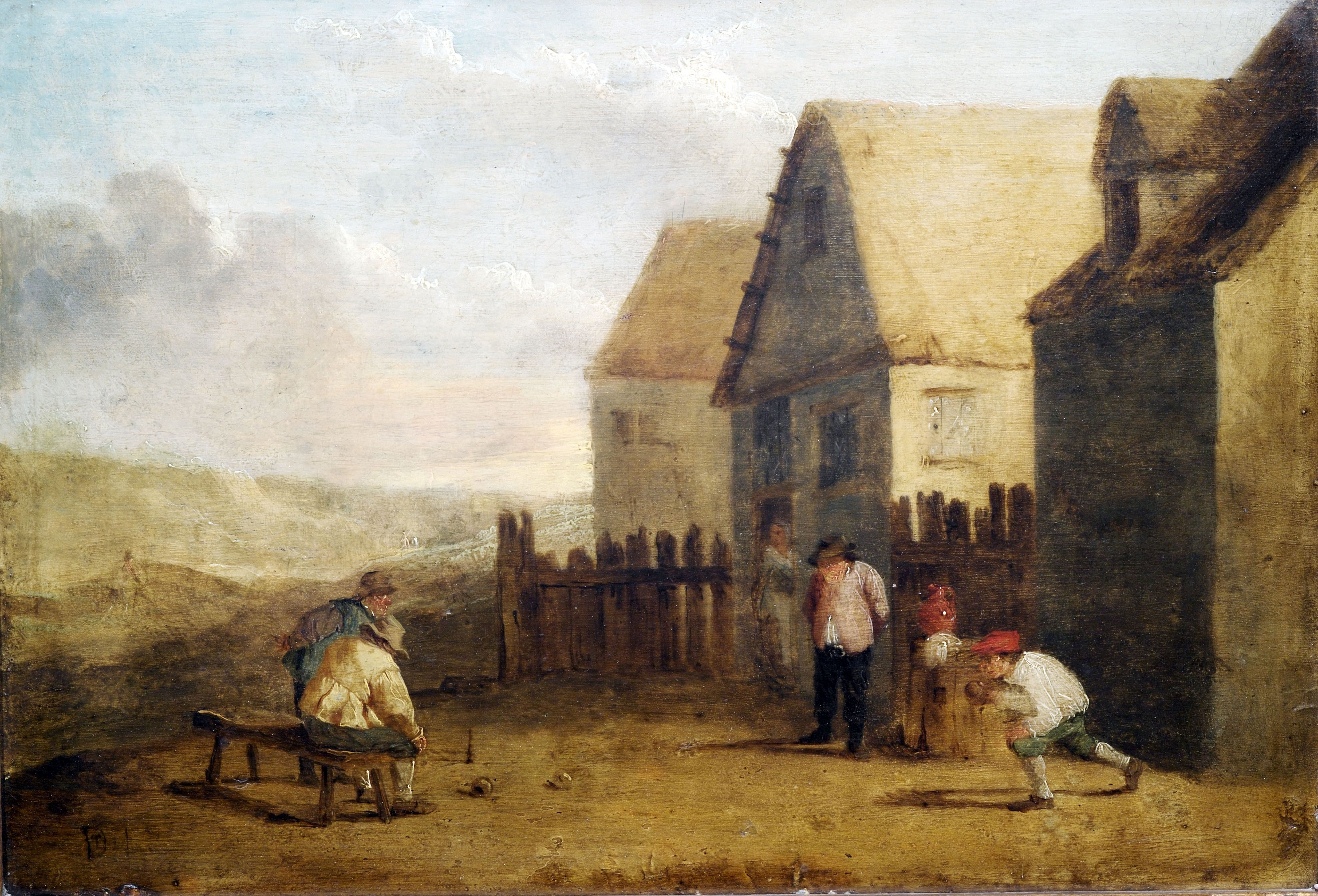
여관 근처에서 볼링을 즐기는 소작농 (17세기)

원시 형태의 볼링은 고대 이집트와 로마 제국으로 거슬러 올라간다. 약 3~5천 년 전에 고대 이집트에서 사용된 것으로 추정되는 볼링 공의 일부분이 발견되었다. 가죽으로 만든 겉부분에, 속은 곡식 껍질로 채워져 있었고, 실로 꿰매어져 있었다. 또 다른 공은 자기로 만들어져 있었는데, 무게와 크기 면에서 던지는 방식보단 굴리는 방식에 가까웠을 것이라고 추측하고 있다. 고대 그리스의 역사가, 헤로도토스의 기록에서도 볼링을 찾아볼 수 있다. 약 2,000년 전에는 로마 병사 사이에서 비슷한 스포츠가 유행했다. 돌을 다른 돌에 최대한 가까이 던지는 방식이었는데, 이는 현대 이탈리아의 보체, 혹은 야외 볼링의 기원이 되었다.
유럽의 볼링은 13세기부터 14세기 사이의 중세 시대 때 등장했다. 중세 시대 때의 볼링은 스포츠가 아닌 종교 의식이었는데, 독일의 교회에선 곤봉을 악마로 놓고, 공을 굴려 넘어뜨리는 종교 의식이었다. 하지만 이후 종교적인 의미가 사라지고, 스포츠의 하나로 자리잡았다. 마틴 루터는 생전에 볼링을 즐겨 했었으며, 핀 9개를 다이아몬드 모양으로 세우도록 규칙을 만들었다. 1625년부터 유럽 이민자들을 통해 미국에도 볼링이 퍼지기 시작했다. 하지만 볼링이 도박으로 변질되어 청교도인들이 항의했고, 1841년에 뉴욕 시는 9핀 볼링을 법적으로 금지했다. 사람들은 항의의 의미로 핀 10개를 정삼각형으로 세우도록 규칙을 변형해 볼링을 즐겼다.
핀에 대한 최초의 표준화된 규칙은 1895년 9월 9일 뉴욕 시에서 성립되었다. 볼링 규칙의 발전은 대부분 영국식 볼링 규칙을 채택한 국가에서 진행되었다. 1905년에는 국제 볼링 협회가 설립되었으며, 이후 세계 여러 곳의 특색있는 규칙을 인정한다는 의미로 스코틀랜드 볼링 협회의 규칙을 채택했다. 오늘날 볼링은 90개국 이상에서 9,500만 명 이상의 사람이 즐기는 스포츠로 발전했으며, Wii 등의 가정용 게임으로도 발전했다.

### 일본
1861년 에도 시대에 나가사키에서 볼링장이 처음으로 발상되었으며, 제2차 세계대전 이후 일본의 패망과 더불어 볼링장이 급격히 증가하였다. 그러나 2000년대 이후에 운영 적자가 심화됨에 따라 점차 감소하는 추세를 보이고 있다.
1955년 잡지에는 "최근에 일본에 들어온 스포츠로서 아직 대중에게 널리 친숙하지 않다"라고 기록되어 있으며, 널리 대중화된 것은 1965년에 추정된다. 비록 스포츠 경기로 정의되어 있지만, 손쉽게 즐길 수 있는 집단 레크리에이션이나 게임으로도 자리 잡아 경험이 많지 않은 사람도 참여하기 쉬운 성격을 지니고 있다고 할 수 있다.
1970년경에는, 스다 카요코와 나카야마 리츠코 등 스타 플레이어들의 등장으로 인해 볼링장이 수백 미터 간격으로 늘어설 정도로 대규모 붐이 일어났다. 일본 내 볼링장은 1972년(쇼와 47년) 당시 3,697곳에 달하였다.
그 손쉬움과 간단한 규칙 덕분에 국민들에게 친숙한 스포츠 중 하나였으나, 붐이 지나가면서 집객력도 감소하여 시설 수가 급격히 줄어들었다. 1980년대부터는 볼링장에 아케이드 게임이 함께 설치되어 종합 오락 시설로 운영되는 경우가 많았다. 다양한 놀이 문화의 확산으로 볼링 경기 인구가 감소한 데다, 붐이 한창일 때 건설된 시설들이 노후화되고 내진 기준을 충족하지 못하게 되면서 잇따라 폐업하는 현상이 두드러졌다.
일본 내 볼링장 수는 1972년에 최고치인 3,697개를 기록했으나, 2016년에는 821개로 감소하였다. 2023년 9월 1일 기준으로는 전국에 661개의 볼링장이 존재한다.

### 대한민국

대한민국의 한 볼링장

볼링이 처음 도입된 시점에 대해서는 다양한 주장들이 존재하지만, 1920년대에 선교사들에 의해 볼링이 국내에 소개되었다는 주장이 있으나, 이를 뒷받침할 만한 구체적인 기록이나 물적 근거는 확인되지 않고 있다.
1952년 7월, 서울 용산 미군기지 내에 수동 6레인 규모의 볼링장이 설치되면서 볼링이 처음으로 대한민국에 소개되었다. 일반인에게 최초로 공개된 볼링장은 1967년 10월, 워커힐 호텔 지하에 개설된 시설로, 당시 볼링은 상류층을 중심으로 향유되었으며 대중적인 여가 활동으로 인식되지는 않았다.
1969년 8월 16일 코리아볼링센터에 20레인 규모의 볼링장이 들어서면서 볼링의 대중화가 서서히 이루어지기 시작하였다. 1971년 센추럴 호텔 내에 개설된 볼링장을 기점으로 볼링 인구는 급격히 증가하였다.
1970년대 초반, 제1차 석유 파동의 영향으로 볼링 산업은 잠시 침체기를 겪었으나, 1974년 한강 볼링장에 자동 핀 장비가 도입되면서 다시금 주목을 받기 시작하였다.
1980년대에 들어서면서 전반적인 국민 생활 수준이 향상됨에 따라 국내 레저 산업도 본격적인 성장세를 보이기 시작했다. 이 시기를 기점으로 볼링은 새로운 여가 스포츠로 주목받았으며, 전국적으로 볼링장의 수가 점차 증가했다. 1985년 세계 볼링 선수권대회가 서울에서 개최되었으며, 1986년 아시안 게임에서  정식 종목으로 채택되었다.
1987년 1월 기준으로 볼링장 수는 총 113개였으며, 전체 레인 수는 1,494개에 달하였으며, 같은 해 2월부터는 부산문화방송에서 《토요볼링》(現 스포츠 중계석)이 첫 방송되며, 볼링이 대중 매체에 본격적으로 등장하였고, 대중 스포츠로 자리잡기 시작했다.
1990년대에는 소도시를 포함한 전국 각지에 볼링장이 빠르게 확산되며, 볼링이 대중적인 여가 활동으로 자리 잡았다. 1991년 SBS가 개국한 이후, 《수요볼링》이라는 프로그램을 통해 정기적으로 볼링 대회를 방송했다. 1990년대 초중반 이후에는 전국적으로 수천 개 이상의 볼링장이 운영될 정도로 그 인기가 절정에 달했다. 이 시기에는 볼링이 단순한 취미를 넘어 대중 스포츠로 부상하면서, 프로 및 아마추어 볼링 대회가 텔레비전을 통해 중계되기도 하였다. 일부 프로 선수들은 스타로서 대중적인 인기를 누리며 스포츠 스타의 반열에 오르기도 했다. 이러한 흐름은 볼링이 당시 사회에서 중요한 여가문화이자 사회적 활동의 중심 중 하나였음을 보여준다.
그러나 1990년대 후반부터 볼링장의 수는 점차 감소세로 전환되었다. 이는 여가 문화의 다양화, 노래방·PC방·멀티방 등 신규 오락시설의 확산, 1997년 외환 위기에 따른 경기 침체 등 복합적인 사회·경제적 요인에 기인한 것으로 분석된다. 특히 자영업 형태로 운영되던 중소 규모의 볼링장은 유지비 부담과 수익성 악화로 인해 경영에 어려움을 겪었고, 그 결과 상당수의 시설이 폐업하였다.
2000년대에 들어서면서 국내 볼링 산업은 구조적 침체기에 진입하였다. 경제 회복이 지연되는 가운데, 볼링은 대중적 관심에서 점차 멀어졌고, 중소형 볼링장은 시설 노후화, 수익성 저하, 임대료 상승 등 복합적인 경영 부담으로 인해 폐업하거나 다른 용도로 전환되는 경우가 늘어났다.
이 시기에는 디지털 기반의 개별적 여가 활동이 증가하는 양상을 보였으며, PC방, 온라인 게임, 멀티플렉스 영화관, 테마파크 등 대체 여가 공간이 인기를 끌었다. 이에 따라 볼링은 과거의 유행으로 간주되는 ‘복고형 여가 활동’으로 인식되었고, 전체 산업은 축소 국면에 접어들었다.
2010년대 중후반 복고 문화가 유행함에 따라 볼링장 수의 증가폭이 회복되었다. 젊은 층을 겨냥한 감성적 인테리어와 카페형 콘셉트를 갖춘 신규 볼링장이 등장하였으며, SNS 및 유튜브와 같은 디지털 플랫폼의 확산은 볼링을 단순한 스포츠가 아닌 경험 중심 콘텐츠로 재해석하는 데 영향을 미쳤다. 일부 도심 상권에서는 볼링장이 복합문화공간으로 주목받기도 하였다.
2020년대에 들어서면서 코로나19 팬데믹으로 인해 볼링 산업은 또다시 큰 변화를 겪었다. 2020년에는 코로나19 팬데믹 초기에도 일부 지역에서 볼링장 이용이 일시적으로 증가하는 현상이 있었으나, 2022년에는 다시 감소세로 전환되었다. 이는 사회적 거리두기 완화와 방역 조치 완화 이후에도 지속된 경기 침체와 여가 문화 변화, 그리고 대체 여가 활동의 확산 등이 복합적으로 작용한 결과로 볼 수 있다.

### 조선민주주의인민공화국
조선민주주의인민공화국에서 평양 문수동에 위치한 유일한 볼링장이 있다. 이 볼링장은 1994년 2월 개관하였으며, 건축면적 약 14,300㎡, 지하 1층과 지상 2층 규모로 40레인의 볼링 시설과 500석 규모의 관람석을 갖추고 있다. 또한 오락실, 한증목욕탕, 식당, 상점 등 다양한 편의시설도 함께 마련되어 있다.
이 볼링장은 재일본조선인총연합회 소속 교포 권영숙 씨 부부의 지원으로 설비가 구축되어 개설되었으며, 북한 매체는 이들의 애국심을 강조하는 보도를 지속하였다. 평양볼링관에서는 북한 볼링협회 주관의 경기들이 여러 차례 개최되었고, 2005년 9월에는 평양 국제볼링초청경기가 열리기도 하였다.
현재까지 조선민주주의인민공화국 내에서는 평양 외 지역에 별도의 볼링장이 건설되지 않았으며, 평양볼링관이 유일한 볼링장으로 운영되고 있다.

## 종류

### 핀에 따라
5가지 주요 핀이 북아메리카에서 만들어졌으며, 뉴잉글랜드와 캐나다 일부 지방에서 그 종류가 다양하다.
- 10핀 볼링: 크고 무거운 핀을 사용한다. 손가락 구멍이 뚫린 큰 공을 사용한다. 가장 유명한 종류이다.
- 9핀 볼링: 핀이 주로 위쪽의 줄과 연결되어 있다. 손가락 구멍이 없는 공을 사용한다.
- 캔들핀 볼링: 길고 가는 핀을 사용한다. 볼링 중 가장 가벼운 공을 사용한다.
- 덕핀 볼링: 짧고 굵은 핀을 사용한다.
- 5핀 볼링: 캔들핀과 덕핀 볼링 사이의 높이를 가진 핀을 사용한다. 캐나다에서 만들어졌다.

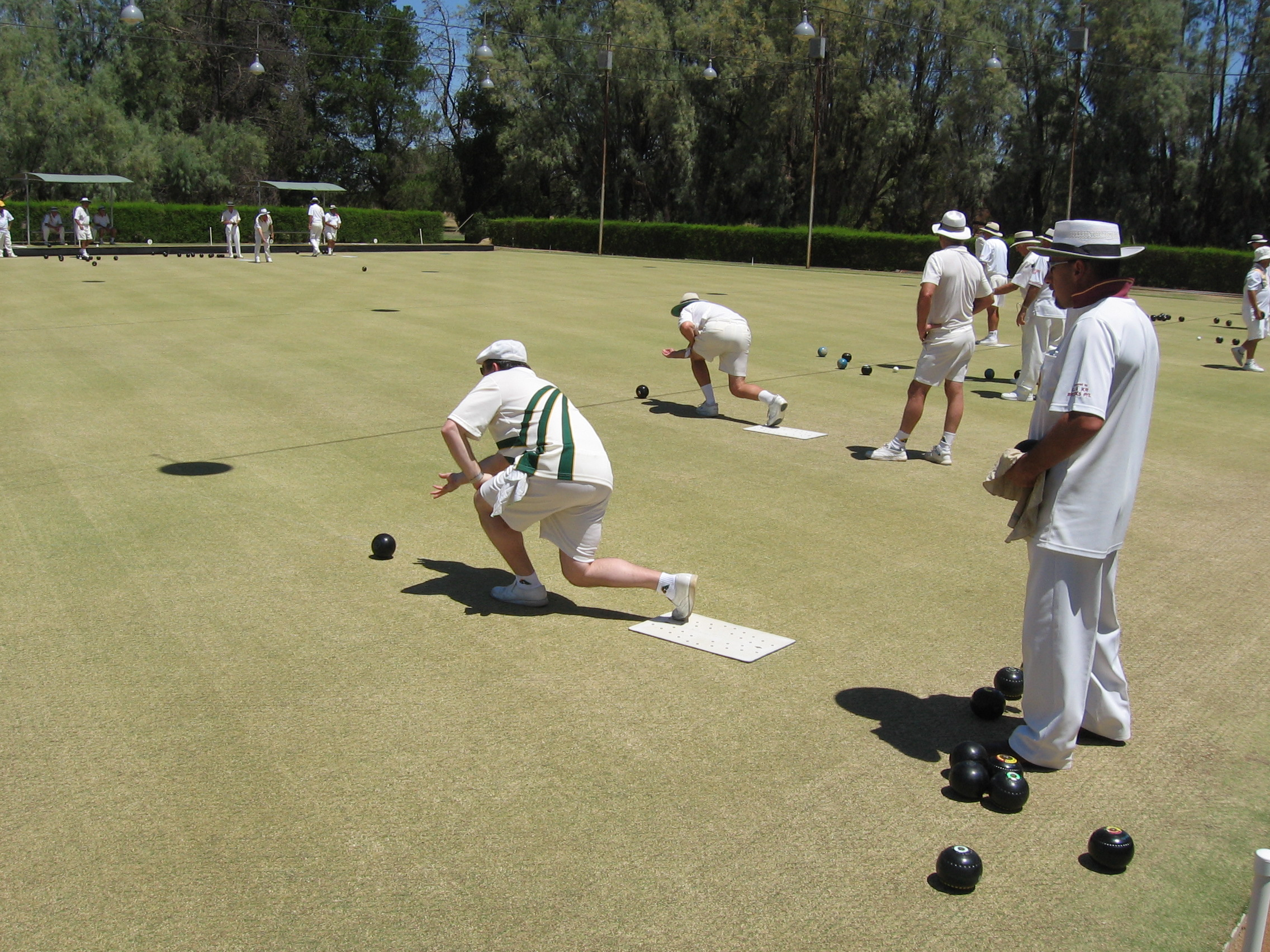
호주에서 열린 야외 볼링 시합

### 투구 방식에 따라
다른 투구 방식의 볼링은 주로 야외 볼링이다. 야외 볼링은 주로 지정된 장소에 가장 가깝게 공을 굴리거나, 공을 굴려 구멍으로 떨어뜨리는 것이 목적이다.
- 보체
- 론볼스
- 카펫 볼스
- 체로키 볼스
- 아이리시 로드 볼링
- 몰키
- 페탕크

## 장비
볼링 장비로는 볼링공, 볼링화, 볼링용 아대, 볼백 등이 있고 부수적으로는 볼링공을 잡을 때 손가락과 볼링공에 지공된 구멍이 더 잘 맞도록 도와주는 볼링용 테이프들과 손의 미끄러움을 제거해주는 볼링용 로진백, 볼링공에 묻은 오일과 이물질을 닦아내기 위한 볼타월, 볼클리너 등이 있다.

## 볼링 스타일
볼링은 볼러의 투구 방법에 따라 여러 가지 스타일이 있다.
그 중 현대 볼링에서 보이는 주된 볼링 스타일들은 아래와 같다.

### 클래식 볼링
클래식 볼링은 정통적인 볼링 스타일로 한 손으로 볼을 들고 스윙하며
손목에 볼링 아대를 착용하거나 손목의 힘을 이용하여 볼링공에 회전을 주면서 투구하는 스타일을 얘기한다.
진자운동에 의한 스윙의 힘을 이용하여 오른손 볼러는 볼링공이 왼쪽으로 휘도록 회전을 주며, 왼손 볼러는 볼링공이 오른쪽으로 휘도록 회전을 주어
투구하는 스타일이다.

### 파워 볼링
파워 볼링은 기존의 클래식 볼링에서 발전하여 좀 더 많은 회전과 높은 구속을 만들어 내는, 높은 RPM의 볼링 구질을 얘기한다.
파워 볼링의 대표적인 원조 볼러는 암레토 모나첼리라고 여겨지고 있다. 파워 볼링 스타일은 대부분 볼링 아대를 착용하지 않고
팔과 손목의 텐션을 이용하여 강한 회전을 만들어내는 것이 특징이며 많은 회전 덕분에 레인에서 볼링공의 궤적이 크게 휘게되고
손목의 익스텐션을 이용할때 손끝부터 손목,팔의 하박,상박에 이르기까지의 모습이 마치 차량 엔진속 크랭크축과 비슷하다고 하여.
크랭커 구질이라고 불리기도 한다.

## 용어
- 나인 인 어 로우(nine in a row): 9회 연속 스트라이크 얻는 것.
- 노즈 히트(nose hit): 1번 핀을 정통으로 맞히는 것.
- 더블(double): 2회 연속 스트라이크를 내는 것.
- 더치맨(dutch man): 스트라이크와 스페어가 번갈아가며 마지막까지 이어져, 200점을 얻은 게임. 샌드위치 게임이라고도 한다.
- 릴리스(release): 공이 손에서 떨어지는 순간.
- 백스윙(back swing): 투구할 때 공을 뒤로 치켜 올리는 동작.
- 버킷(bucket): 스플릿에서 2·4·5·8번 핀이 남아 있는 상태.
- 브루클린(brooklyn): 1번 핀과 2번 핀 사이.
- 빅포(big four): 스플릿에서 4·6·7·10번 핀이 남아 있는 상태.
- 세븐텐(seven ten): 스플릿에서 7·10번 핀이 남아 있는 상태.
- 세븐 인 어 로우(Seven in a row): 7회 연속 스트라이크를 얻는 것.
- 스트라이크(strike): 각 프레임의 제1구로 10개의 핀 전부를 쓰러뜨리는 것.
- 스팬(span): 공의 엄지손가락 구멍과 다른 두 손가락 구멍 사이의 간격을 일컫는 말.
- 스페어(spare): 제1구로 쓰러뜨리지 못했던 핀을 제2구에서 쓰러뜨리는 경우.
- 스플릿(split): 제1구로 1번 핀을 쓰러뜨리고 다른 핀이 떨어져서 남아 있는 경우.
- 스핀(spin): 공에 회전력을 가하는 것.
- 식스 베거(six Bagger): 6회 연속 스트라이크를 얻는 것.
- 애버리지(average): 게임의 득점계를 시합수로 나눈 평균 점수.
- 에러(error): 스페어를 얻는 데 실패하는 것.
- 에잇 인 어 로우(eight in a row): 8회 연속 스트라이크를 얻는 것.
- 올 스페어(all spare): 1프레임에서 10프레임까지 모두 스페어로 끝난 게임. 다만 10프레임의 마지막 1구는 스트라이크라도 좋다.
- 일레븐 인 어 로우(eleven in a row): 11회 연속 스트라이크를 얻는 것.
- 크리스마스 트리(christmas tree): 스플릿에서 3개 남아 있는 핀이 세모꼴로 되어 있는 상태.
- 터키(turkey): 3회 연속 스트라이크를 얻는 것.
- 텐 인 어 로우(ten in a row): 10회 연속 스트라이크를 얻는 것.
- 트리플 킷(triple kit): 각 게임의 득점이 3게임 연속해서 동점인 경우.
- 파이브 베거(Five Bagger): 5회 연속 스트라이크를 얻는 것.
- 퍼펙트 게임(perfect game): 1프레임에서 10프레임까지 합계 12구 전부가 스트라이크인 경우. 득점은 300점 만점.
- 포 베거(Four Bagger): 4회 연속 스트라이크를 얻는 것.
- 포켓(pocket): 1번 핀과 3번 핀의 중간. 오른손으로 던질 경우, 여기에 공을 넣으면 스트라이크를 얻기 쉽다.
- 프로젝터 시트(projector sheet): 득점 표시판. 텔레스코시트라고도 한다.

## 같이 보기
- 론볼

## 참조
1. ↑  올림픽은 정식 종목에 채택되지 못했지만 아시안게임의 정식 종목 중 하나였다.
2. ↑  “The History and Origins of Bowling”. Help with Bowling. 2024년 7월 31일에 원본 문서에서 보존된 문서. 2014년 8월 31일에 확인함.
3. 1 2  프렛셀, 제임스 M. 《The Game of Bowls Past and Present》. 올리버 & 보이드. 1쪽.
4. ↑  “A little Bowling History”. Canbowl. 2016년 3월 5일에 원본 문서에서 보존된 문서. 2014년 8월 31일에 확인함.
5. ↑  신익수 (2005년 11월 26일). “볼링을 잘치면 신앙심이 깊다?”. 매일경제. 2014년 8월 31일에 확인함.
6. 1 2  정유진 (2004년 12월 2일). “[레저]볼링의 과거와 현재”. 경향신문. 2014년 8월 31일에 확인함.
7. ↑  “All About Bowling”. 스프링데일 볼링 센터. 2014년 10월 31일에 원본 문서에서 보존된 문서. 2014년 8월 31일에 확인함.
8. ↑  먼로, J.P. (1951). 《Bowls Encyclopedia》. 호주 멜버른: 윌크 & 코. 167쪽.
9. ↑  “Bowling: A game for all ages”. Fit 4 Fun Fitness. 2014년 10월 16일에 원본 문서에서 보존된 문서. 2014년 8월 31일에 확인함.
10. ↑  수도권 시청 가능임